# リュミエール (小惑星)
リュミエール (775 Lumiere) は小惑星帯の小惑星である。ニースでジョアニー＝フィリップ・ラグルーラが発見した。
リュミエール兄弟に因んで命名された。